# Тепостлан
Тепостла́н (исп. Tepoztlán) — посёлок и административный центр одноимённого муниципалитета в мексиканском штате Морелос. Численность населения, по данным переписи 2010 года, составила 14 130 человек.

## Общие сведения
Название Tepoztlán происходит из языка науатль и его можно перевести как: медное место.
Поселение Тепостлан было основано рядом с древним городищем ацтеков Тепостеко. Первое упоминание о нём относится к 1441 году, когда его завоевал Монтесума I.
В 1521 году Эрнан Кортес сжёг половину домов поселения, дабы устрашить вождей других поселений.

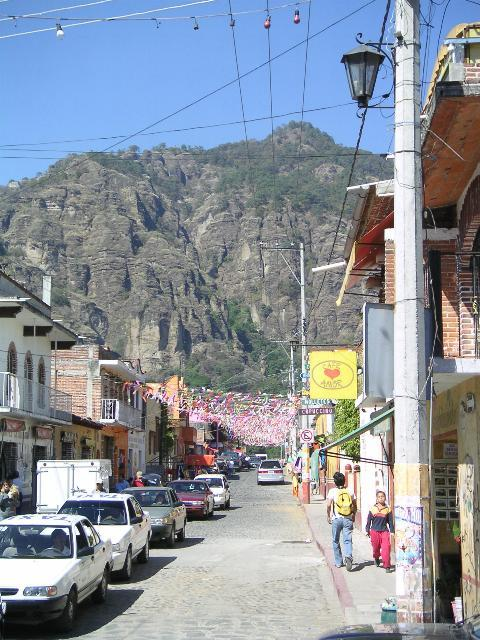
Одна из городских улочек

## Ссылки

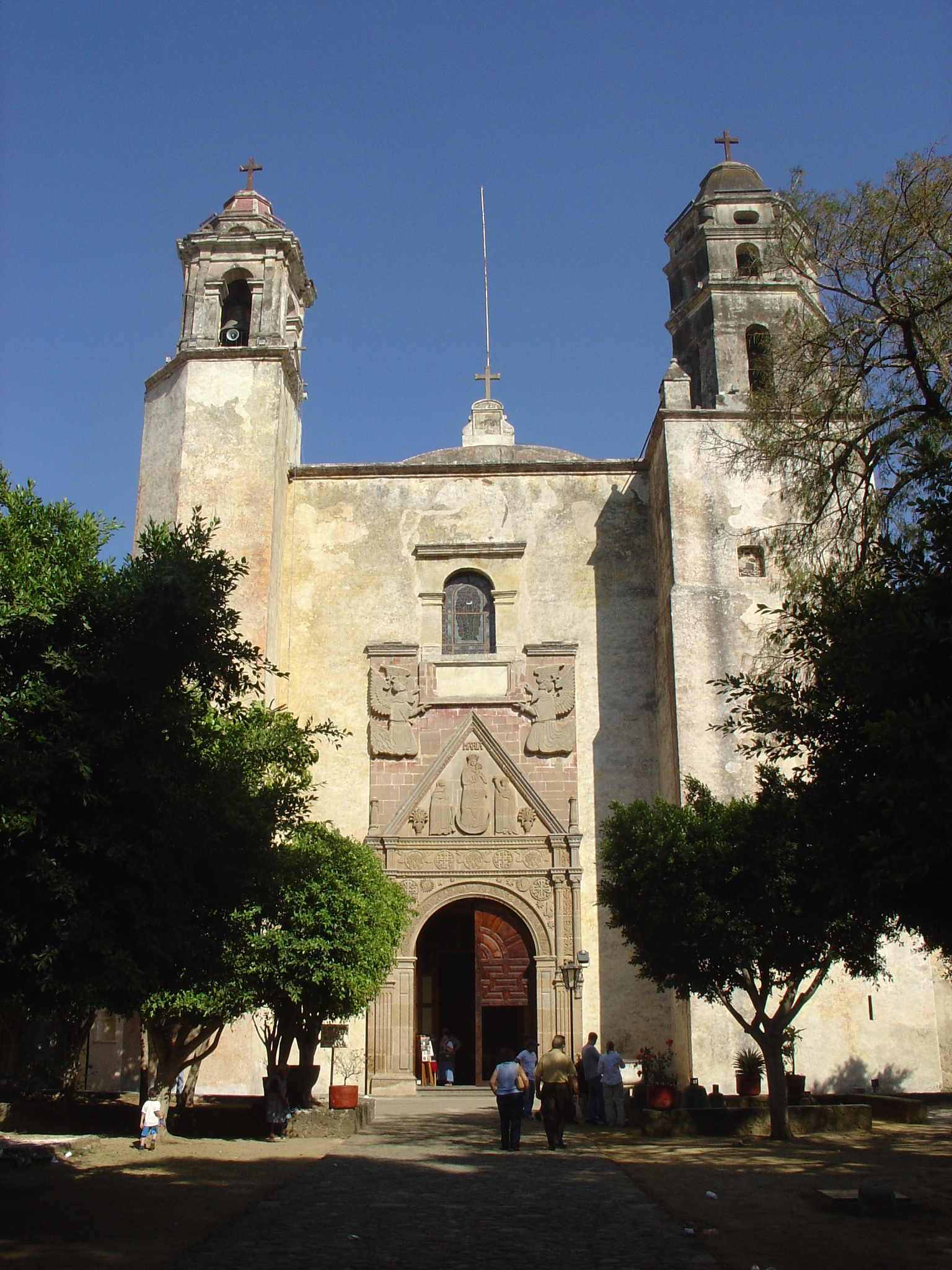
Церковь Рождения и Благовещения, построенная в 1570 году